# Rives-de-Boutonne
Rives-de-Boutonne is een fusiegemeente (commune nouvelle) in het Franse departement Charente-Maritime in de regio Nouvelle-Aquitaine. De gemeente maakt deel uit van het arrondissement  Saint-Jean-d'Angély. Rives-de-Boutonne is op 1 januari 2025 ontstaan door de fusie van de gemeenten Saint-Georges-de-Longuepierre en Nuaillé-sur-Boutonne.